# Natalie Cole
Natalie Maria Cole (6 tháng 2 năm 1950 – 31 tháng 12 năm 2015) là ca sĩ, người viết bài hát và diễn viên người Mỹ. Là con gái của Nat King Cole, bà đạt thành công vào giữa thập niên 1970 với các đĩa đơn "This Will Be", "Inseparable" và "Our Love". Sau một thời gian gặp thất bại về doanh số do nghiện ma túy, Cole trở lại cùng album Everlasting (1987) và trình bày lại "Pink Cadillac" của Bruce Springsteen. Vào thập niên 1990, bà thu âm cùng cha và đạt thành công lớn nhất với Unforgettable... with Love (1991), bán hơn 7 triệu bản và là chủ nhân của nhiều giải Grammy. Bà đã bán hơn 30 triệu đĩa nhạc trên toàn cầu.
Vào ngày 31 tháng 12 năm 2015, Cole qua đời ở tuổi 65 tại Cedars-Sinai Medical Center, Los Angeles, California do suy tim.

## Danh sách đĩa nhạc
- 1975: Inseparable
- 1976: Natalie
- 1977: Unpredictable
- 1977: Thankful
- 1979: I Love You So
- 1980: Don't Look Back
- 1981: Happy Love
- 1983: I'm Ready
- 1985: Dangerous
- 1987: Everlasting
- 1989: Good to Be Back
- 1991: Unforgettable... with Love
- 1993: Take a Look
- 1994: Holly & Ivy
- 1996: Stardust
- 1999: Snowfall on the Sahara
- 2002: Ask a Woman Who Knows
- 2006: Leavin'
- 2008: Still Unforgettable
- 2008: Caroling, Caroling: Christmas with Natalie Cole
- 2010: The Most Wonderful Time of the Year
- 2013: Natalie Cole en Español

## Giải thưởng

### Giải Grammy
Giải Grammy được tổ chức bởi Viện thu âm nghệ thuật và khoa học quốc gia của Hoa Kỳ cho những thành tựu xuất sắc trong ngành công nghiệp thu âm. Cole giành 9 giải từ 21 đề cử.
| Năm  | Đề cử / Tác phẩm                           | Giải thưởng                                               | Kết quả   |
| ---- | ------------------------------------------ | --------------------------------------------------------- | --------- |
| 1976 | Natalie Cole                               | Nghệ sĩ mới xuất sắc nhất                                 | Đoạt giải |
| 1976 | "This Will Be"                             | Trình diễn giọng R&B nữ xuất sắc nhất                     | Đoạt giải |
| 1977 | Natalie                                    | Trình diễn giọng R&B nữ xuất sắc nhất                     | Đề cử     |
| 1977 | "Sophisticated Lady"                       | Trình diễn giọng R&B nữ xuất sắc nhất                     | Đoạt giải |
| 1978 | "I've Got Love on My Mind"                 | Trình diễn giọng R&B nữ xuất sắc nhất                     | Đề cử     |
| 1979 | "Our Love"                                 | Trình diễn giọng R&B nữ xuất sắc nhất                     | Đề cử     |
| 1980 | I Love You So                              | Trình diễn giọng R&B nữ xuất sắc nhất                     | Đề cử     |
| 1988 | Everlasting                                | Trình diễn giọng R&B nữ xuất sắc nhất                     | Đề cử     |
| 1990 | Good to Be Back                            | Trình diễn giọng R&B nữ xuất sắc nhất                     | Đề cử     |
| 1990 | "We Sing Praises" (with Deniece Williams)  | Trình diễn nhóm nhạc hay song ca giọng R&B xuất sắc nhất] | Đề cử     |
| 1992 | Unforgettable... with Love                 | Album của năm                                             | Đoạt giải |
| 1992 | "Unforgettable" (cùng Nat King Cole)       | Thu âm của năm                                            | Đoạt giải |
| 1992 | "Unforgettable" (cùng Nat King Cole)       | Album giọng pop truyền thống xuất sắc nhất                | Đoạt giải |
| 1992 | Long 'Bout Midnight                        | Album giọng jazz xuất sắc nhất                            | Đề cử     |
| 1994 | Take a Look                                | Trình diễn giọng jazz xuất sắc nhất                       | Đoạt giải |
| 1997 | "When I Fall in Love" (cùng Nat King Cole) | Hợp tác giọng pop xuất sắc nhất                           | Đoạt giải |
| 1997 | Stardust                                   | Trình diễn giọng pop truyền thống xuất sắc nhất           | Đề cử     |
| 2003 | "Better Than Anything" (cùng Diana Krall)  | Hợp tác giọng pop xuất sắc nhất                           | Đề cử     |
| 2003 | Ask a Woman Who Knows                      | Album giọng jazz xuất sắc nhất                            | Đề cử     |
| 2007 | "Day Dreaming"                             | Trình diễn giọng R&B nữ xuất sắc nhất                     | Đề cử     |
| 2009 | Still Unforgettable                        | Album giọng pop truyền thống xuất sắc nhất                | Đoạt giải |

### Latin Grammy Awards
Cole giành 3 đề cử.
| Năm                 | Đề cử / Tác phẩm                       | Giải thưởng                                | Kết quả |
| ------------------- | -------------------------------------- | ------------------------------------------ | ------- |
| Bản mẫu:LatinGrammy | "Bachata Rosa" (cùng Juan Luis Guerra) | Thu âm của năm                             | Đề cử   |
| Bản mẫu:LatinGrammy | Natalie Cole en Español                | Album của năm                              | Đề cử   |
| Bản mẫu:LatinGrammy | Natalie Cole en Español                | Album giọng pop truyền thống xuất sắc nhất | Đề cử   |

### Giải thưởng khác
| Giải thưởng khác | |                                   |           |
| Hạng mục         | Tựa đề                                                                                                 | Kết quả                           | Ghi chú   |
| 2010             | Society of Singers Lifetime Achievement Award                                                          | Society of Singers                | Đoạt giải |
| 2002 và 2009     | Nghệ sĩ jazz xuất sắc nhất                                                                             | NAACP Image Awards                | Đoạt giải |
| 2000             | Best Actress - Television Movie, Miniseries or Dramatic Special Livin for Love: The Natalie Cole Story | NAACP Image Awards                | Đoạt giải |
| 1999             | Hitmaker Award                                                                                         | Songwriters Hall of Fame          | Đoạt giải |
| 1993             | Lifetime Musical Achievement                                                                           | The George and Ira Gershwin Award | Đoạt giải |
| 1991             | Favorite Artist – Adult Contemporary                                                                   | American Music Awards             | Đoạt giải |
| 1978             | Favorite Female Artist – Soul / Rhythm & Blues                                                         | American Music Awards             | Đoạt giải |
| 1977             | Favorite Female Artist – Soul / Rhythm & Blues                                                         | American Music Awards             | Đoạt giải |